# 백자 상감투각모란문 병
백자 상감투각모란문 병(白磁 象嵌透刻牡丹文 甁)은 서울특별시 용산구, 삼성미술관 Leeum에 있는 조선시대의 백자이다. 2003년 12월 30일 대한민국의 보물 제1391호로 지정되었다.

## 개요
백자상감투각모란문병은 조선시대 전기에 제작된 상감장식이 있는 병으로 당시 백자병의 전형적인 형태와 장식소재, 유약의 색깔, 굽의 특징 등을 갖추고 있다. 특히 전형적이면서도 당당하고 우아한 형태와 독특한 이중의 제작기법, 투각과 상감기법을 혼용한 특이한 장식기법은 현재까지 알려진 예가 없는 희귀한 사례이다.
이 병은 주둥이가 나팔처럼 벌어져 있고 목은 가늘고 길며, 몸체는 저부에서 펑퍼짐하게 벌어진 형태이다. 굽의 높이가 비교적 높고 크기도 큰 편으로 조선시대 전기에 제작된 백자병의 특징이 잘 나타난다.
투각이 된 바깥 면과 그 안쪽에 실제로 내용물을 담는 작은 병을 따로 제작한 것으로, 현재까지 알려져 있는 백자상감병과 확연히 구분되는 독특한 작품이다. 

## 같이 보기
- 백자

## 참고 자료
- 백자 상감투각모란문 병 - 국가유산청 국가유산포털